# Hans-Dietrich von Diepenbroick-Grueter
Hans-Dietrich Heinz Otto Adam Freiherr von Diepenbroick-Grueter (* 27. Juli 1902 in Düsseldorf; † 10. Juni 1980 in Münster) war ein deutscher Antiquar und Sammler von Porträts.

## Leben und Werk
Hans-Dietrich von Diepenbroick-Grueter war ein Sohn des königlich preußischen Majors und Rechtsritters des Johanniterordens Georg (Ludwig Edmund Theodor Gustav Adam) Freiherr von Diepenbroick-Grueter (* 19. Januar 1865 in Münster; † 7. Juni 1937 in Hannover) und dessen erster Ehefrau (Wilma) Margarethe (Marie Luise) Freifrau von Diepenbroick-Grueter geb. von Bar (* 21. Februar 1874 in Zittau; † 24. September 1915 in Düsseldorf). In Hamburg baute er seine erste – zuletzt 30.000 Blätter umfassende – Porträtsammlung auf, die im Zweiten Weltkrieg zerstört wurde. Nach 1945 entstand auf dem Wasserschloss Haus Marck bei Tecklenburg seine neue Porträtsammlung. Diese vermachte er testamentarisch dem LWL-Museum für Kunst und Kultur in Münster. Zusammen mit Altbeständen und späteren Erwerbungen umfasst sie 120.000 Blätter und stellt die größte Sammlung in Deutschland dar. In Europa sind nur die Porträtsammlungen der Kupferstichkabinette in Amsterdam, London, Paris und Wien größer.

## Schriften
- Geschichte der Reserve Kavallerieabteilung 78. Verlag Gerh. Stalling, Oldenburg i. O. 1929 (= Band 2 von Wilhelm Dietze: Das 2. Hannoversche Dragoner-Regiment Nr. 16 im Weltkriege 1914–1918)
- Allgemeiner Porträt-Katalog. Verzeichnis einer Sammlung von 30000 Porträts des 16. bis 19. Jh. in Holzschnitt, Kupferstich, Schabkunst und Lithographie. Hamburg 1931, Nachträge 1933–1939, Nachdruck: Olms, Hildesheim 1967 und nochmals 2000 (enthält mit Nachträgen mehr als 44.000 Porträts)
- Allgemeiner Porträt-Katalog: Verzeichnis der Porträtsammlung des Oberappellationsgerichtsrats Christian Karl Glück. Mit Ausnahme der in den bisher erschienenen Teilen dieses Katalogs bereits beschriebenen Blätter. (Allgemeiner Porträt-Katalog, Nachtrag 3). Diepenbroick-Grüter Buch-u. Kunstantiquariat, Hamburg 1935
- Porträt. Landschaftsverband Westfalen-Lippe, Münster
  - Band 1. Der Herrscher. 1977
  - Band 2. Der Arzt. 1979